# Piatã
Piatã là một đô thị thuộc bang Bahia, Brasil. Đô thị này có diện tích 1508,036 km², dân số năm 2007 là 19465 người, mật độ 12,9 người/km².